# Виталије (Устинов)
Митрополит Виталије (у свету Ростислав Петрович Устинов; Санкт Петербург, 18. март 1910 — Магог, 25. септембар 2006) био је епископ Руске православне заграничне цркве (РПЗЦ).
Замонашио се 1938. године а за јеромонаха је рукоположен 1941, од тада је више од 50 година истакнута личност РПЦЗ. Године 1951. изабран је за епископа и служио је у Бразилу. Од 1955. служио је у Канади; од 1957. године под његовом управом су све парохије РПЦЗ у овој земљи. Основао је неколико скитова у Бразилу и Канади, у којима је организовао штампарије. Године 1986. изабран је за Првојерарха РПЦЗ, остављајући иза себе Епархију канадску. Био је познат по свом ригидно непомирљивом ставу према Московској патријаршији, која је била лојална совјетском режиму. Распад Совјетског Савеза (1991) и почетак масовног отварања нових парохија и манастира Московске патријаршије како на територији бившег Совјетског Савеза тако и у иностранству пали су на његову првојерархију. Подржао је оне снаге које су захтевале отварање парохија РПЦЗ у Русији, што је изазвало оштро негативну реакцију Московске патријаршије (РПЦ).
Године 2000. због нарушеног здравља фактички одлази у пензију, а у јесен 2001. својом вољом званично одлази у пензију. Након тога, од неколико клирика и мирјана, непомирљиво настројених према новом архијереју РПЦ, митрополиту Лавру, одведен је у Преображенски скит у Мансонвилу, где је постао формални поглавар РПЦЗ (В), која се убрзо поделила на бројне малих грана које се међусобно не препознају.

## Биографија
Ростислав Петрович Устинов је рођен у Санкт Петербургу 18. марта 1910. године у породици поморског официра Петра Константиновича Устинова и Лидије Андрејевне, рођене Стопчанске, ћерке жандармеријског генерала .
Године 1920, током грађанског рата у Русији, Ростислав Устинов и његова породица су се преселили на Крим. Тамо су ступили у Кадетски корпус, који је основао генерал Врангел. Крајем исте године корпус је евакуисан у Цариград, касније – у краљевину Југославију, прво у Бакар, а затим у логор Стрнише.
Године 1923, Ростиславова мајка, који се до тада преудала за официра Врангелове војске, Всеволода Лангамера, позвала је свог сина у Цариград, одакле се преселила са њим у Париз, где је уписао колеџ Сент Луис, који су водили језуити, у граду Ле Ману. Након што је завршио факултет, Ростислав је живео са мајком и очухом у Кану. 11. октобра 1933. добио француско држављанство.
Године 1934. позван је на служење војног рока у француску војску и уписан је у 9. кирасирски (коњички) пук На крају службе, командант пука, пуковник де Мулен, нуди бригадиру Устинову да остане у пуку, обећавајући му унапређење у официра. Али он је одбио да настави своју војну каријеру као подофицир и одлучио је да се замонаши.

### Црквена служба у Европи
Године 1936. напустио је Француску и ступио у манастир Светог Јова Почајевског у Ладомирову тада на територији Чехословачке. Архимандрит Натанаил (Лвов) га је 1940. описао овако: „Он течно говори француски и енглески. Упркос противљењу породице, осетио је жељу за монаштвом, прекинуо везе са светом и стигао у манастир Св. Јова “.
Током своје последње посете Европи у јесен 1937. године, архиепископ Виталије (Максименко) посетио је и манастир који је основао и примио Ростислава.
Године 1938, настојатељ манастира архимандрит Серафим (Иванов) је замонашио га је са именом Виталије, да, „како је сам рекао, име Виталије не би престало у нашем манастиру“, марта 15. 1940. пострижен је у велику схиму. Имао је службу руководиоца штампарије.
Дана 17. јула 1940. године епископ мукачевски и прешовски Владимир (Раич) га је хиротонисао у чин јерођакона.
У Братислави га је 10. октобра 1941. године хиротонисао архиепископ берлински и немачки Серафим (Љаде) у чин јеромонаха са задатком да, остајући становник манастира, храни два села у близини границе Чехословачке са Пољском - Екстремна Порубка и Медведје (сада регион Свидник).
С обзиром на приближавање совјетских трупа, у складу са упутствима Првојерарха РПЦЗ, митрополита Анастасија (Грибановског), братија манастира у Ладомирову одлучила је да побегне на Запад. На дан сећања на Светог Серафима Саровског (1. август по новом стилу) служена је литија и растанак, након чега се скоро сва братија преселила у Братиславу.
С обзиром на напад Црвене армије на Берлин, заједно са настојатељем храма, архимандритом Натанаилом (Лвов), напустио је Берлин и настанио се у Хамбургу. Тамо је хранио избеглице у камповима за расељена лица. Највећи је био логор Фишбек (данас део Хамбурга) у британској окупационој зони, где је организовао курсеве за читаоце псалама, више пастирске и богословске курсеве, на којима је подучавало 12 младића, и створио иконописну радионицу Како је писао свештеник Александар Ивашевич, Фишбекови су „Владику сматрали не само својим избавитељем и духовним оцем, већ више од тога, сматрали су га својим херојем. А Владика их је све волео и са њима одржавао право чисто пријатељство .
Године 1947. је уздигнут у чин архимандрита и до 1951. био је настојатељ Успенске парохије у Лондону, где је наизменично служио у истој цркви са будућим митрополитом Руске православне цркве Антонијем (Блумом) (заједнице РПЦЗ и Московска патријаршија су изнајмиле једну цркву у којој су редом служили) . Кад год је архимандрит Виталије долазио у цркву да врши службу после службе Московске Патријаршије, црква је поново освештана као после скрнављења .
Као настојатељ лондонске парохије, путовао је по целој Енглеској, организовао парохије у Манчестеру, Престону и Бредфорду, а такође је неке локалне становнике превео у православље.

### Епископска служба
Дана 12. јула 1951. године, у Успенском храму у Лондону, хиротонисан је за епископа Монтевидеа, викара Епархије Сао Паула. Освећење су извршили епископ женевски Леонтије (Бартошевич) и бриселски и западноевропски Натанаил (лавовски).
Стигавши у Бразил, настанио се у предграђу Сао Паула, граду Вила Алпина. Ту је основао монашко братство, отворио штампарију и подигао мало сиротиште за дечаке који су се школовали у богослужбеном кругу. Много пажње је посвећено мисионарској делатности како међу руским емигрантима, тако и међу локалним становништвом. Епископ Виталије и његови јеромонаси посећују православне народе у најудаљенијим крајевима Бразила. Њиховим трудом основане су две парохије у центру Бразила: у Гојанији и у граду Педреира, предграђу Сао Паула. Није служио у свом титуларном граду Монтевидеу  Архивирано на веб-сајту  (13. октобар 2020).
Дана 26. фебруара 1954. године постављен је за епископа Едмонтона и Западне Канаде са катедром у Едмонтону, Алберта.
Априла 1955. године, заједно са својом монашком братијом, одлази на место своје нове службе. Исте године, 75 миља од града, уредио је Успенски скит за смештај братије која је са њим стигла из Бразила и за постављање штампарије[.
Дана 23. августа 1957. године, источно-канадска и западно-канадска епархија РПЦЗ поново су уједињене у једну епархију, на чијем је челу био епископ Виталије. Истовремено, за управљање парохијама Западне Канаде одређен је викарни Епископ едмонтонски Сава (Сарачевић), чије је епископско освећење обављено 28. септембра 1958. године.
У Монтреалу је купио и величанствено опремио велику саборну цркву, недалеко од које се налази манастирско подворје и владичански конак. У подворју је била постављена штампарија која је производила богослужбену, вероучну, црквено-историјску литературу и периодику „Православни преглед“ .
Године 1958. уздигнут је у чин архиепископа са титулом монтреалског и канадског, уврштен у Архијерејски синод РПЦЗ.
На иницијативу Виталија, у епархији су више пута одржавани свестрани конгреси руске омладине.
У свом извештају на Архијерејском сабору Заграничне Цркве 1967. године, он је екуменизам назвао распрострањеном јереси свог времена, имајући велики утицај на општу тачку гледишта Руске Православне Заграничне Цркве по овом питању.
Архиепископ ВиталијЕ је од 1976. године један од заменика Првојерарха РПЦЗ, митрополита Филарета (Вознесенског).
Митрополит Виталиј је био чест гост верских емисија на руском сервису Радио Канаде, где је говорио о значајним празницима, давао интервјуе, где је говорио о богословским, црквеним, историјским питањима и објашњавао зашто РПЦЗ нема канонско општење са Московском патријаршијом .

### Првојерарх РПЦЗ
После упокојења митрополита Филарета (Вознесенског) 1985. године, јануара 1986. године, Архиепископ Виталије је жребом изабран на место Првојерарха Руске Заграничне Цркве са титулом Митрополита њујоршког и источноамеричког. Истовремено је остао и администратор канадске епархије.
Био је присталица отварања парохија РПЦЗ у Русији, о чему је одлуку донео Архијерејски Сабор 2/15. маја 1990. године..
Значајне промене у животу РПЦ, изазване падом комунистичког режима у СССР-у, омогућиле су да се започне дијалог између РПЦ и РПЗЦ. И сама РПЦ је више пута позивала на дијалог, али је митрополит Виталиј у више наврата током 1990-их изјављивао свој негативан став према РПЦ и сматрао било какве контакте са њом немогућим.
У периоду примата митрополита Виталија канонизовани су бројни светитељи: Саборни храм преподобних оптинских стараца и монаха Пајсија Величковског (1990), Свети Јован Шангајски и Сан Франциски, Инокентије Московски и Николај Јапански (1994), Свети Јона Ханкуски (1996), мученик јереј Максим Горлицки (1998), свети Филарет Московски, Игњатије Кавкаски, Теофан Затворник, блажени Теофил Кијевски (2000).
Митрополит Виталије је 1998. године пао, сломио десну руку и након тога заправо није могао у потпуности да врши архијерејску службу, а дуго времена није могао ни да се крсти. Болест и телесна немоћ митрополита Виталија постали су један од разлога његовог пензионисања после неколико година.
Архијерејски Сабор РПЦ, којим је председавао митрополит Виталије, 26. октобра 2000. године поздравио је у својој посланици неке одлуке Архијерејског свечаног сабора РПЦ 13-16. августа 2000. године, укључујући и канонизацију новомученика и св. доношење „Основа друштвеног концепта РПЦ“. У Поруци се посебно каже: „Охрабрени смо усвајањем новог друштвеног концепта од стране овог савета, који суштински поништава „Декларацију“ митрополита Сергија из 1927. Одлуком Сабора Архијерејског Синода РПЦЗ створена је комисија о питањима јединства Руске Цркве.
На истом Архијерејском сабору усвојен је „Апел Руске православне заграничне цркве староверцима“ у коме је изражено жаљење због суровости које су у своје време нанете присталицама „старог обреда“ и упућен је позив да исцели ова жалосна подела.
Митрополит Виталије је 4. децембра 2000. године проследио поруку у којој је изјавио да се не слаже са многим одлукама Сабора. У поруци се каже да „Руска православна загранична црква, која је сачувала своју духовну слободу свих ових 80 година, никада неће пристати на унију са Московском патријаршијом“. Упркос овом писму, 8. фебруара 2001. године, Архијерејски Синод РПЦЗ, којим је председавао митрополит Виталије, дао је потврду о „унутрашњем јединству“ свих чланова Синода.
Након проглашења 5. маја 2001. године „Апела клирика западноевропске епархије РПЦЗ“, који је садржао позив да се „противимо новом курсу у нашој Цркви“, митрополит Виталије је поново променио став: 22. јуна 2001. г. 2001, потписао је „Окружну посланицу” са изјавом да „Основе друштвеног концепта РПЦЗ” не могу да пониште „издајничку декларацију из 1927. године”, у поруци је порицао духовни препород који се одвија у Русији и истакао стварање комисија о питањима јединства Руске Цркве као погрешна.
Заменик секретара Архијерејског Синода, епископ Гаврило (Чемодаков) је 26. јуна 2001. године на званичној синодској интернет страници поставио „Саопштење Канцеларије Архијерејског Синода“ у којем се наводи да „Окружну посланицу“ није написао митрополит Виталије.
Епископ Варнава је 6. јула 2001. године написао „Саопштење” у коме је инсистирао да је митрополит Виталиј аутор „Окружне поруке” која је подељена у његово име и испричао је о историји појаве овог документа, где је заправо признао да је Митрополит Виталиј је био само један од коаутора документа: по речима владике Варнаве, „група верних духовника“ — епископ Варнава (Прокофјев), архимандрит Сергије (Кинђаков), протојереј Сергеј Петров, јереј Никита Орлов, протођакон Герман Иванов-тринаести. — „био је лично позван од Епископа Митрополита да разговара о катастрофалној ситуацији, у којој је пала Загранична Црква после Октобарског Архијерејског Сабора. <...> Састанак је одржан у Менсонвилу и трајао је три дана. Поред размене за столом, одржано је пет радних сесија од по два сата. Митрополит је до почетка рада изнео нацрт, који је пажљиво разматран, модификован, допуњен, посебно од самог Митрополита“.

### Пензионисање
На састанку Архијерејског синода РПЦЗ који је отворен 10. јула 2001. „Окружна посланица“ је оцењена као погрешна, након чега је митрополит Виталије пристао да се повуче. Дана 13. јула, одлуком Синода, одређено је да до одржавања ванредног Архијерејског Сабора привремено руководство РПЦЗ буде поверено архиепископу Лавру (Шкурли).
Према речима епископа Агафангела, учесника Архијерејског Сабора, митрополит Виталије је на самом почетку састанака уручио епископима папир који је он потписао, у коме је стајало да пошто поуздано зна да ће овај Сабор донети одлуку да се уједини са Московском патријаршијом такав сабор не признаје. Усмено је додао да зна да су епископи Лавр и Алипи се састали са патријархом Алексијем II и договорио се о свему, након чега се повукао у своје одаје у згради Синода Дана 23. октобра, на дан отварања Саборне цркве, комисија од 3 епископа отишла је код митрополита Виталија. После дугих уверавања да се нико неће ујединити са РПЦ, делегација је добила сагласност митрополита Виталија да учествује на Сабору. Истог дана митрополит Виталије је написао изјаву о свом пензионисању и о свом пристанку на избор новог Првојерарха РПЗЦ.
Он је 24. октобра, на дан избора, изборној комисији дао запечаћену коверту са својим гласачким листићем и изразио жељу да присуствује утврђивању резултата гласања. Уже окружење митрополита Виталија покушало је да га спречи да учествује у пребројавању гласова. 5 минута пре почетка процедуре утврђивања резултата гласања, јавио се лични секретар Митрополита Људмила Росњанскаја и рекла да митрополит неће доћи. Истог дана, на састанку Савета, Људмила Росњанскаја, која је такође служила као медицинска сестра, разрешена је дужности. Митрополит Виталије је учествовао на вечерњој седници Сабора, председавајући, честитао је Архиепископу Лавру (Шкурлу) избор на место Првојерарха РПЦЗ. Предвиђено је његово учешће на прослави новоизабраног митрополита, заказаној за 28. октобар .
Следећег дана, 25. октобра, Л. Д. Росњанскаја је стигла на Синод са неколико својих присталица, у пратњи полицајаца. Росњанскаја је рекла полицији да је митрополит Виталије у притвору, а можда чак и без свести. Полиција је, након разговора са митрополитом Виталијем, саопштила да је „он у добром стању и да није био подвргнут било каквој принуди“. Обавестили су митрополита Виталија да његов секретар стоји напољу и да жели да га види. „Митрополит је, уплашен појавом полиције, желео да види Људмилу Росњанску. Покушаји епископа да га убеде да то не чини били су безуспешни“. Митрополит је изјавио да је слободан човек, да је у миру и да је желео да упозна Л. Д. Росњанску. Изашавши на улицу и сазнавши од Росњанске да је отпуштена, митрополит је објавио да напушта Синод.
Митрополит Виталиј је одведен из зграде Синода. У ноћи 26. октобра. Одведен је у Мушки манастир Преображења Господњег у Мансонвилу. Дана 27. октобра, у име Виталија, пуштена је „Ванредна декларација“ у којој је писало да митрополит Виталиј повлачи свој потпис „о свом добровољном пензионисању и преносу мојих овлашћења на архиепископа Лавра“.
На захтев Синода, где се претпостављало да остарелим јерархом манипулише његова пратња, наложено је психолошко испитивање; три дана након објављивања „Ванредне декларације“, увече 1. новембра 2001. године, митрополит Виталиј је, по судском налогу издатом на захтев њујоршког Синода, изведен из скита Светог Преображења Господњег у г. град Менсонвил на психијатријски преглед. Психолошко испитивање је обављено без сагласности самог митрополита Виталија, што је дало основа његовим присталицама да говоре о почетку прогона „законитог Првојерарха РПЦЗ“, који је желео да буде веран „традиционалном ставу РПЦЗ“. " Према речима психијатра болнице у Шербруку (Канада), госпође Кетрин Алари, „нема ограничења за наставак његовог садашњег занимања или професије“
Дана 22. новембра 2001. епископи њујоршког синода су покушали да одведу митрополита Виталија из скита Светог Преображења, али је ове акције сузбила жандармерија покрајине Квебек. О томе је касније сведочио архиепископ Виталија у документу овереном код канадског нотара Мари Гагне.

### РПЗЦ(В)
Они који су напустили РПЦЗ су накнадно негирали да је митрополит Виталије отишао у пензију. Према њиховим речима, догађаји су се одвијали овако: прво, молбу за пензионисање разрадио је безглави Синод и потписао ретроактивно — кршење правила 20. Уредбе о РПЦЗ[24], а друго, Сабор је сазван од Синода без учешћа председавајућег — Епископа Виталија, као и заобилазећи указ од 24. новембра. /7. децембра 2000. године. Саборна црква, у којој је прихваћена оставка митрополита Виталија и изабран нови првојерарх, митрополит Лавр, не може се, по мишљењу оних који су запали у раскол, сматрати насталим због кршења правила 13. Правилника о РПЦЗ, а такође и имајући у виду „Изјаву Првојерарха РПЦЗ митрополита Виталија“ од 18. октобра 2001. године, у којој се наводи да „предстојећи Архијерејски сабор, који ће се отворити 23. октобра 2001, не може се назвати другачије него сусретом неодговорних“.
Не признајући избор Лавра и одлуке сабора, митрополит Виталије је 1. новембра 2001. године у Спасопреображенском скиту у Менсонвилу, уз подршку епископа Варнаве (Прокофјева), јединог епископа који није потписао посланицу којом се одобрава одлуком Архијерејског јубиларног сабора Руске православне цркве хиротонисан је епископ Сергије (Кинђаков). Епископ Александар Милеант је касније тврдио да је „освећење обављено у присуству митрополита Виталија који је стајао у близини у мантији (и неспособан да служи због сенилне немоћи) (који је по сопственој жељи у миру)“. Публициста Владимир Мос је писао да је митрополит Виталиј „тамо био присутан без одговарајуће одежде, обучен само у мантију (што се види на фотографијама са освећења: епископ Варнава и епископ Сергије стоје у пуном архијерејском одежди, а митрополит Виталиј у мантији ), док се ни литургија, ни хиротонија не могу вршити у мантији“ .
Током новембра 2001. хиротонисана су три нова епископа. Под јурисдикцију митрополита Виталија дошао је део парохија РПЦЗ које одбијају приближавање Московској Патријаршији.
Новоформирана неканонска јурисдикција названа је „Руска православна црква у егзилу“, али је назив убрзо промењен у „Руска православна црква ван Русије“. Да би се ова црквена група разликовала од РПЦЗ митрополита Лавра, почео је да се користи назив РПЦЗ(В).
Од самог почетка појавиле су се сумње да је сам митрополит Виталије саставио документе који су изашли са његовим потписом: на званичном сајту канонске РПЦЗ је забележено: „Након што је Виталије завршио у Мансонвилу, нико од епископа није могао лако да се састане са њим, да разговара са њим без спољних сведока, а ниједан документ са потписом митрополита Виталија није добијен под условима који су искључивали злоупотребе. Не зна се ни да ли је епископ Виталије упознат са постојањем докумената који су изашли под његовим потписом из Мансонвила”. Јевгениј Соколов, службеник руског издања Радио Канаде, који се придружио РОЦОР(В) 2001. године, приметио је: „Нажалост, Владика је веровао оним људима у одежди који су га тренутно окруживали и потписао документе када је био уверен да је потребно да се уради. Понекад је чак писао по диктату. Имајте на уму, штавише, да оно што је Владика сам написао има сасвим другачији језик од докумената који су га позивали да потпише”.
У новембру 2004. године, на Архијерејском Сабору РПЦЗ(В), одлучено је „за вишегодишње руководство Руске Православне Заграничне Цркве и више од педесет година службе у чину епископа, да се одају почаст Његовом Високопреосвештенству Митрополиту Виталија са титулом 'блажени'”.
Дана 26. јула 2006. „Заменик Првојерарха РПЦЗ(В), Архиепископ лосанђелески и Јужноамерички” Антоније (Орлов) је послао поруку архијерејима РПЦЗ(В) у којој је позвао архијереје РПЦЗ(В) да дође у Спасопреображенски скит у Менсонвилу, како би ослободио „духовног страдања“ митрополита Виталија из руку „насилног народа“ на челу са личним секретаром Првојерарха Људмилом Росњанском. Као оптужбу овог другог изнео је фалсификовање указа у име митрополита и злоупотребу „његове немоћи“. Пример слабости био је дијалог, који јасно даје до знања да 96-годишњи Митрополит не препознаје ни хлеб. Поред тога, у поруци је писало да је митрополит Виталиј престао да иде на богослужења, на које је раније долазио скоро свакодневно, што доводи до његове „духовне исцрпљености“.
Преминуо 25.09.2006. Смрт је уследила око 10:45 ујутру у болници у канадском граду Магог.. Истог дана, Првојерарх Руске Заграничне Цркве митрополит Лавр је позвао на помен свог претходника: „Владика митрополит Виталиј, који почива, на нашу велику жалост, не може се рећи својом вољом, али се због своје пратње удаљио од нас. Али, упркос томе, ми смо га у нашим храмовима споменули као болесног. И сада, када су његовој души потребне молитве, призивамо наше пастире и стадо да се помолимо за покој душе његове“.
1. ↑  „Документы Архиерейского Собора РПЦЗ 2001 года”. hristov.narod.ru. Приступљено 2022-04-13.
2. ↑  „Русская Православная Церковь Заграницей - Официальная Страница”. synod.com. Приступљено 2022-04-13.
3. ↑  „ПОЗИЦИЯ РУССКОЙ ЗАРУБЕЖНОЙ ЦЕРКВИПОВОПРОСУОБЛАГОДАТНОСТИ МОСКОВСКОЙ ПАТРИАРХИИПРИМИТРОПОЛИТЕ ФИЛАРЕТЕ (ВОЗНЕСЕНСКОМ)”. periodical.pstgu.ru. Приступљено 2022-04-13.
4. ↑  „Russian Inok”. www.russian-inok.org. Приступљено 2022-04-13.
5. ↑  „Православное Обозрение”. www.rusorthodox.com. Архивирано из оригинала 26. 02. 2009. г. Приступљено 2022-04-13.
6. ↑  „Церковные Ведомости: Духовное наследие Катакомбной Церкви и Русской Православной Церкви Заграницей - ЗАПАДНОЕ РЕЛИГИОЗНОЕ ВЕЩАНИЕ НА СССР. Доклад на Международной научной конференции "Церковное подполье в СССР". Чернигов, 19 ноября 2011 г.”. catacomb.org.ua. Приступљено 2022-04-13.
7. ↑  „Loading...”. www.russia-talk.com. Приступљено 2022-04-13.
8. ↑  „Конец красного сна - Правая.ru - Радикальная ортодоксия”. www.pravaya.ru. Архивирано из оригинала 16. 04. 2022. г. Приступљено 2022-04-13.
9. ↑  „Глава пятая. ПОСЛЕДНИЙ СОБОР "ОБЩЕЙ" РПЦЗ — Архив — Братство Ревнителей Православия”. pravbrat.ru. Архивирано из оригинала 30. 04. 2013. г. Приступљено 2022-04-13.
10. ↑  „Русский Православный - Духовная библиотека, Современность, Фотографии, Видео и Аудио архив и новости. Русская Православная Церковь Заграницей - РПЦЗ”. www.rusorthodox.com. Архивирано из оригинала 03. 12. 2008. г. Приступљено 2022-04-13.
11. ↑  „Bishop”. www.fatheralexander.org. Приступљено 2022-04-13.
12. ↑  „ИСТОРИЯ ПАДЕНИЯ РПЦЗ, 2000-2007”. www.fr-victor.ru. Архивирано из оригинала 29. 12. 2018. г. Приступљено 2022-04-13.
13. ↑  „Русская Православная Церковь Заграницей - Официальная Страница”. synod.com. Приступљено 2022-04-13.
14. ↑  „Русская линия / Новости: Скончался митрополит Виталий (Устинов)”. rusk.ru (на језику: руски). Приступљено 2022-04-13.
15. ↑  „Заявление первоиерарха Русской Зарубежной Церкви высокопреосвященнейшего Митрополита Лавра в связи с кончиной митрополита Виталия (Устинова) / Официальные документы / Патриархия.ru”. Патриархия.ru (на језику: руски). Приступљено 2022-04-13.